# Monzón
Pour les articles homonymes, voir Monzón (homonymie).
Monzón est une commune d'Espagne, dans la province de Huesca, communauté autonome d'Aragon, comarque de Cinca Medio. Ses habitants s'appellent les Montisonenses.
Le maire actuel est Rosa Maria Lanau Morancho, du Parti populaire.

## Géographie
C'est la deuxième plus grande ville de la Province de Huesca. Sa superficie est en effet de 155 km2. L'altitude moyenne est de 287 m. Les communes autour sont Almunia de San Juan, Castejon del Puente et Pueyo de Santa Cruz. La grande ville la plus proche est Lérida, située à 49 km. Saragosse est distante de 93 km.
Le climat est subtropical humide avec des étés chauds. La commune est arrosée par la rivière Sosa et la rivière Cinca. 

### Points d'intérêt dans les environs
Les crêtes de la Sierra de Coscolla et El Coscollar sont à environ 18,6 km. Les collines de Litera sont situées à 29,3 km de la commune.

## Histoire
Au Moyen Âge, la région a été occupée par les musulmans puis par les chrétiens. En 1143, Monzón appartenait aux Templiers qui ont cédé leurs droits à la couronne d'Aragon. Au cours de l'Histoire, la cathédrale Santa Maria del Romeral et le château ont accueilli les rois et les nobles.
Durant la Guerre des faucheurs, elle a été prise en 1642 par les troupes franco-catalanes dirigées par Philippe de La Mothe-Houdancourt et l'année suivante par les troupes castillanes de Felipe da Silva. Les Français ont également occupé le château de Monzón pendant la guerre d'indépendance jusqu'en 1814.

## Économie
L'économie était surtout agricole depuis la période néolithique avant de s'industrialiser vers le milieu du XIXe siècle avec la construction du chemin de fer.

## Lieux et monuments
- Château de Monzón, d'origine arabe, construit aux XVIIe et XVIIIe siècles : Monument national, il a appartenu à l'Ordre du Temple. Il comprend la tour de Jaime I et la Tour de l'hommage. Il a aussi une chapelle et une salle des chevaliers.
- Cathédrale de Nuestra Señora del Romeral, édifice roman du XIIe siècle, dont la collégiale est classée Monument historique artistique.
- Église gothique San Juan, à la mémoire de Sancho Ramirez. Elle a appartenu à l'Ordre de l'Hôpital de Saint-Jean qui avait repris une partie des biens des Templiers.
- Église San Francisco, du XIIIe siècle qui comprenait un couvent qui a été habité jusqu'en 1835 par les Franciscains à qui le bien a été confisqué. L'église en ruine a été détruite pour faire place au Conservatoire.
- Ermitage de la Virgen de la Alegria, du XIVe siècle, à l'extérieur de la ville. Chaque année a lieu un pèlerinage.
- Musée archéologique.
- Palais Fortones.
- Hôtels particuliers Zaporta et Pano.

## Traditions
- Pendant la fête en l'honneur de Santa Bárbara qui se tient du 3 au 5 décembre, le maire est baptisé et les habitants lancent du balcon de la mairie des marrons, des bonbons et des pièces de monnaie.
- Fête de San Mateo qui a lieu la semaine du 21 septembre.

## Personnalités
- Ramiro II de Monzón (1070-1116), sire de Monzón et Logroño et père de García V de Navarre.
- Ignacio de Luzán (1702-1754), poète et critique.
- Joaquín Costa (1846-1911), homme politique, juriste, économiste et historien.
- Javier Moracho (1957), athlète.
- Conchita Martínez (1972), joueuse de tennis.
- Eliseo Martín (1973), athlète.
- Nacho Ordín (1978), joueur de basket-ball.
- Gonzalo Palacín Guarné (1984), homme politique.

## Jumelages
- Barcelone (Espagne)
- Muret (France), depuis 1965. Les deux provinces ont des relations depuis la fin du XIIe siècle. En mars 2013, à l'occasion du Carnaval, un défilé de troupes monzonaises et muretaines a eu lieu, comprenant plus de 500 musiciens et acteurs[2].